# Purpurastrilde
Purpurastrilde (Pyrenestes) sind eine Gattung innerhalb der Familie der Prachtfinken. Sie kommen in drei Arten ausschließlich in Afrika vor.

## Beschreibung
Purpurastrilde erreichen eine Körperlänge zwischen zwölf und vierzehn Zentimeter. Das Männchen des Karmesinastrildes mit seinen scharlachroten Kopf, Hals, Brust und Oberschwanzdecken gehört zu den spektakulärst gefärbten Prachtfinkenarten. Auch der Purpurastrild und der Kleine Purpurastrild haben einen leuchtend roten Kopf, Hals, Brust und Oberschwanzfedern. Beim Purpurastrild ist das übrige Gefieder schwarz mit rot überwaschenen Unterschwanzdecken; beim Kleinen Purpurastrild ist das übrige Körpergefieder erdbraun.
Sowohl beim Kleinen Purpurastrild als auch beim Purpurastrild kommen groß- und kleinschnäbelige Morphen vor, deren Verbreitungsgebiet sich mosaikartig ergänzt. Experimentelle Kreuzungsversuche beim Purpurastrild haben jedoch gezeigt, dass der Polymorphismus  in der Schnabelgestalt auf einem einzigen Genlocus liegt und das Allel für Großschnäbeligkeit dominant vererbt wird. Großschnäbelige und Kleinschnäbelige Morphen des Purpurastrilds nutzen unterschiedlich harte Samen als Nahrungsressourcen.

## Systematik
Die taxonomische Einordnung der Purpurastrilde ist noch im Umbruch. Kleiner Purpurastrild und Karmesinastrild werden gelegentlich als Unterart des Purpurastrilds behandelt.

## Haltung
Karmesinastrilde werden wegen ihres spektakulären Gefieders immer wieder im Handel angeboten. Sie sind jedoch äußerst schwierig zu halten, ohne dass bislang klar ist, warum Karmesinastrilde nur kurze Zeit in der Haltung überleben. Die Zucht ist eine große Ausnahmeerscheinung, die erstmals 1976 gelang. Der Purpurastrild benötigt ebenso wie der Karmesinastrild eine Voliere mit vertikalen Strukturen aus Bambus-, Papyrus- oder Schilf, da sie zu einem übermäßigen Wachstum der Krallen neigen und Klettermöglichkeiten die natürliche Abnutzung der Krallen fördern.

## Arten
Die folgenden Arten werden zu den Purpurastrilden gerechnet:
- Karmesinastrild (P. sanguineus)
- Kleiner Purpurastrild (P. minor)
- Purpurastrild (P. ostrinus)

## Belege

### Einzelbelege
1. ↑   Nicolai et al., S. 108
2. ↑   Nicolai et al., S. 107
3. ↑   Nicolai et al., S. 106
4. ↑   Nicolai et al., S. 109